# Vemil
Vemil (llamada oficialmente Santa María de Bemil) es una parroquia del municipio español de Caldas de Reyes, en la provincia de Pontevedra, Galicia.

## Toponimia
La parroquia también es conocida por los nombres de Santa María de Vemil y Santa María P. de Vemil.

## Organización territorial
La parroquia está formada por seis entidades de población:
- Follente
- Outeiro
- Paradela
- La Canle (A Canle)
- Lavandeira (A Lavandeira)
- Veigas de Almorzar (As Veigas de Almorzar)

## Demografía
| Gráfica de evolución demográfica de Vemil entre 2000 y 2023 |
|                                                             |
| Datos según el nomenclátor publicado por el INE.            |

## Patrimonio
Cuenta con una capilla dedicada a San Lorenzo en el lugar de Outeiro y otra en el lugar de Paradela.
La iglesia parroquial fue construida a finales del siglo XII, aunque del estilo románico solo conserva la antigua fábrica medieval, el ábside, el rosetón de la fachada occidental y un tramo del muro sur. En ella se conservan también las reliquias de san Justo, en honor al cual se celebra una popular romería el último domingo de agosto. Otra fiesta muy popular es la dedicada a la Virgen de los Dolores (fin de semana alrededor del 15 de septiembre) en Follente, que cuenta con dos días festivos: el primero con la tradicional verbena y el segundo con una misa y procesión campestre, y una comida de confraternidad con varios cientos de vecinos. En la capilla de Paradela, el día 13 de junio, se celebra el de San Antonio gozando de una gran subasta de productos típicos del pueblo.